# Francisco Santos (Brazilië)
Francisco Santos is een gemeente in de Braziliaanse deelstaat Piauí. De gemeente telt 8.315 inwoners (schatting 2009).
De gemeente grenst aan Pimenteiras, Monsenhor Hipólito, Campo Grande do Piauí, Jaicós, Geminiano en Santo Antônio de Lisboa (Piauí).